# Théodore-Lucien Heslot
Théodore-Lucien Heslot, né le 30 juillet 1817 à Mayenne et mort le 18 janvier 1859 à Montjean (Mayenne), est un pédagogue français, auteur de manuels et de tableaux d'apprentissage pour les jeunes enfants.

## Biographie
À son décès, il est instituteur primaire.

## Publications
- La Clef de la lecture, leçons de lecture graduées sur les tableaux (1850)
- La Clef du calcul, leçons d'arithmétique à la portée des enfants et des jeunes gens de tous les degrés d'instruction (1852)
- Modèle d'analyse grammaticale (1853)
- Théorie des proportions mise à la portée d'un enfant de 7 ans par l'invention d'une table de multiplication à jetons mobiles (1854)
- Syllabaire chrétien de la citolégie mnémonique par analogie vocale, méthode qui réduit l'art de lire à la connaissance des éléments simples de la lecture et à l'élision de l'e muet (1855)
- Méthode élémentaire d'épellation simplifiée par analogie vocale, disposée de manière à faciliter l'étude de la lecture et de l'orthographe (1858)